# Antony Mars
Claude Antoine Marie Mars, dit Antony Mars, né le 23 octobre 1860 à Vence et mort le 17 février 1915 à Paris 9e, est un auteur dramatique français.

## Biographie

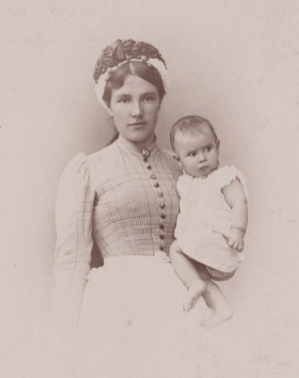
Anthony Mars bébé avec sa nourrice

Après des études au lycée de Marseille, Antony Mars devient clerc d'avoué puis employé à la Compagnie des chemins de fer de l'Est. En 1882, il collabore d'abord à plusieurs journaux : La Cocarde, Le Mot d'ordre, Le Réveil (1882-1884).
Ami de Paul Morisse et de Raymond Bonheur, il débute au théâtre au Havre en 1885 avec Les Droits de la femme. Il obtient de nombreux succès en son temps mais aujourd'hui sa pièce la plus connue reste Les Surprises du divorce écrite en 1888 avec Alexandre Bisson.

## Œuvres
On lui doit un grand nombre de pièces de théâtre, montées dans les plus célèbres salles parisiennes : au théâtre des Bouffes-Parisiens, au théâtre de la Renaissance, au théâtre de Cluny, au théâtre du Palais-Royal, au théâtre du Gymnase ou encore au théâtre des Folies-Dramatiques, souvent reprises dans les années 1910-1950.
- Un enlèvement (monologue comique) (1885)
- Quand on conspire ! (opérette bouffe en 1 acte) (1887)
- Tête folle (comédie vaudeville en 2 actes avec couplets et musique) (1887)
- Les Deux Pigeons (pièce en 2 actes, avec chants et musique, pour jeunes filles) (1888)
- Veuve Durosel ! ... (comédie en 1 acte) (1888)
- La Meunière du Moulin-joli (pièce en 2 actes, avec chœurs et couplets) (1889)
- Les Maris sans femmes (comédie en 3 actes) (1889)
- Le Secret des Pardhaillan (folie-vaudeville en 1 acte) (1889)
- Les Surprises du divorce (comédie en 3 actes, avec Alexandre Bisson) (1889)
- À la salle de police (saynète) (1890)
- Les Douze Femmes de Japhet (vaudeville opérette en trois actes, avec Hippolyte Raymond) (1890)
- Un monsieur qui dîne en ville (comédie en 1 acte) (1890)
- Les Vieux Maris (comédie-vaudeville en 3 actes) (1890)
- La Demoiselle du téléphone (1891)
- Le Mitron (1891)
- Les Vingt-huit Jours de Clairette (Vaudeville-opérette en 4 actes) (1892)
- La Bonne de chez Duval (1892)
- 3, rue de la Pompe (1892)
- L'Homme à l'oreille cassée (1893)
- Un conte bleu (opérette en 3 actes) (1893)
- Barbotin et Picquoiseau (comédie-vaudeville en deux actes) (1894)
- Monsieur Gavroche (comédie-vaudeville en deux actes avec chœurs et couplets) (1894)
- La Dot de Brigitte (opérette en 3 actes) (1895)
- Le Voyage de Corbillon (1896)
- L'Hôtel du lac (vaudeville en deux actes) (1896)
- Le Mari d'Hortense (comédie en 1 acte) (1896)
- Rose et Blanche (comédie en deux actes, avec chœurs et couplets) (1896)
- Sa majesté l'amour (opérette à spectacle en 3 actes) (1896)
- Le Truc de Séraphin (comédie en 3 actes, avec Maurice Desvallières) (1896)
- Les Fêtards (opérette en 3 actes, avec Maurice Hennequin) (1897)
- La Succession Beaugaillard (comédie vaudeville en trois actes) (1897)
- Le Docteur Oscar (comédie-vaudeville en 1 acte) (1898)
- La Mouche (1899)
- La Poule blanche (1899), opérette en 4 actes, co-auteur Maurice Hennequin, musique Victor Roger, lire en ligne sur Gallica
- La Meunière du Moulin-joli (comédie en 2 actes, avec chœurs et couplets) (1899)
- Le Billet de logement (comédie-vaudeville en 3 actes) (1901)
- La Petite Cendrillon (opérette en 2 actes) (1902)
- La Marmotte (1903)
- La Revanche d'Ève (1909)
- Madame l'Amirale (1911)
- La Roue de la fortune (comédie-vaudeville en 2 actes) (1911)
- Mon ami Chose !... (comédie-vaudeville en 1 acte, pour jeunes gens) (1911)
- Son Altesse (comédie-vaudeville en 2 actes) (1912)
- La Chaste Suzanne (opérette en 3 actes, avec Maurice Desvallières) (1913)
- La Mort d'Arthème Lapin (drame parodique (mélimélodrame) en 1 acte) (1923)

## Distinctions
- Chevalier de la Légion d'Honneur (décret du 10 août 1899 du ministre de l'Instruction publique). Parrain : l'auteur dramatique Paul Ferrier.

## Postérité
- Une place de Vence porte son nom.